# Reine Geschmacksache
Reine Geschmacksache ist eine deutsche Filmkomödie aus dem Jahr 2007 und stellt das Filmdebüt des Regisseurs Ingo Rasper dar. In den Hauptrollen sind Edgar Selge, Florian Bartholomäi und Roman Knižka zu sehen. Der Film startete am 9. August 2007 in den deutschen Kinos.

## Handlung
Wolfgang Zenker (Edgar Selge) ist Handelsvertreter für Damenoberbekleidung der Marke „Goldberger classic“ und hat sich kurz vor Beginn der Saison einen neuen Oberklassewagen gekauft, den er stolz spazieren fährt. Bei der Präsentation der Kollektion erfährt er, dass eine neue Marke namens „Grazilla“ eingeführt werden soll, die die alte Marke innerhalb kurzer Zeit ablösen soll. Da es sich bei der neuen Mode um billige, qualitativ minderwertige Kleidung handelt, weigert sich Wolfgang, diese seinen Kunden zu zeigen. Sein Konkurrent Steven Brookmüller (Roman Knižka) aus Hamburg zögert deshalb nicht lange und bittet die Geschäftsführung, selbst in Zenkers Gebiet aktiv werden und „Grazilla“ vertreiben zu dürfen.
Wolfgangs Sohn Karsten ist frischgebackener Abiturient, verdient sich nebenbei etwas Geld durch das Schreiben von Horoskopen und plant mit zwei Freundinnen eine Sprachreise nach Spanien. Als der Vater die jungen Leute zum Flughafen fährt, wird er wegen überhöhter Geschwindigkeit von der Polizei angehalten. Dabei stellt sich heraus, dass er bereits eine Woche zuvor seinen Führerschein abgeben musste, was ihn jedoch nicht davon abhielt, weiter zu fahren. Der Polizist macht dem jedoch ein Ende, so dass Wolfgang auf den Beifahrersitz wechseln und seinem Sohn das Steuer überlassen muss. Zenker weiß nun zunächst nicht, wie er nur wenige Tage später die Fahrten zu den Kunden machen soll, bis er eine Idee hat, die er sofort in die Tat umsetzt: Er verbietet Karsten, mit den Mädchen nach Spanien zu fahren, und verlangt, dass er ihm die nächsten Wochen als Fahrer dient. Karsten weigert sich, doch als er feststellt, dass sein Vater ihm bereits das Flugticket aus dem Rucksack entwendet hat, gibt er sich geschlagen.
Bei der ersten Fahrt redet Karsten nur das Nötigste mit seinem Vater, und als sie am ersten Geschäft ankommen, weigert er sich, mit hineinzugehen. Wolfgang lässt ihn deswegen zurück und wirft ihm noch eine Hose zu, die Karsten während der Wartezeit in die Reinigung bringen soll. Karsten setzt sich zunächst ins Auto, ohne dem Wunsch seines Vaters Folge zu leisten, entschließt sich dann aber doch anders. In der Reinigung trifft er auf Steven – ohne zu ahnen, dass es sich dabei um den verhassten Kollegen seines Vaters handelt. Steven lädt ihn prompt auf einen Kaffee ein und gibt ihm zum Schluss sogar noch seine Telefonnummer.
Während Karsten und Steven einander kennenlernen, macht Wolfgang ein schlechtes Geschäft nach dem anderen. Steven kommt ihm regelmäßig zuvor, da er neue Termine ausgemacht hat, die immer wenige Stunden vor Wolfgangs Terminen liegen. Da die Inhaber der Boutiquen allesamt begeistert von der neuen Mode sind, obwohl Steven auch mit Tricks und Lügen arbeitet, verliert Wolfgang immer mehr die Beherrschung. Hinzu kommt noch, dass sich finanzielle Probleme häufen: Da er deutlich weniger als geplant verkauft, gerät er weit ins Minus, bis ihm die Bank das Konto sperrt und ihm nichts weiter übrig bleibt, als das Ausbildungskonto, das für Karsten angelegt worden war und auf dem sich 17.000 Euro befinden, zu plündern. Seiner Frau Erika (Franziska Walser) erzählt er anfangs nichts davon, doch auch sie ist von ihrem Mann alles andere als begeistert, da sie häufig in Streit geraten und auch die Renovierung des Bades nicht recht vorankommen will. Erikas geschiedene Freundin Brigitta (Traute Hoess) wiegelt sie zusätzlich noch gegen ihren Mann auf.
Als Steven Karsten besucht, kommt es schließlich zum ersten Kuss zwischen den beiden. Just in dem Moment öffnet der Vater die Tür, betritt das Zimmer aber nicht. Er sagt seinem Sohn, dass sie es am folgenden Tag dem „Fuzzi“ schon heimzahlen würden, da er seine Termine wiederum um einige Stunden nach vorn verschoben habe – und da versteht Steven plötzlich, wer Karstens Vater ist. Zenkers Plan geht jedoch nicht auf, da Steven nun vorgewarnt ist. In einem Geschäft kommt es schließlich zum Eklat, als Zenker eine Kundin durch den Laden jagt, um sie davon zu überzeugen, dass das Grazilla-Oberteil, das sie trägt, nicht das Richtige für sie ist. Erst als Karsten ihn anbrüllt, lässt er von der Kundin ab. Karsten stürmt aus dem Geschäft. Steven, der das Geschehen beobachtet hat, rennt Karsten hinterher und redet mit ihm. Sie beschließen, zu Stevens Pension zu fahren.
Währenddessen ist der Gerichtsvollzieher im Hause Zenker aufgetaucht und hinterlässt überall seine Pfandsiegel. Erika beschließt deswegen, ihren Mann zu verlassen, und findet Unterschlupf bei Brigitta, die eine Pension führt – und zwar jene, in der auch Steven ein Zimmer bezogen hat. Während Brigitta und Erika die Situation besprechen, kommen sich Steven und Karsten im Nebenzimmer näher und tummeln sich schließlich lautstark im Bett. Wolfgang dagegen findet zu Hause nur einen Zettel seiner Frau vor, auf dem „Bin weg!“ steht. Er erfährt jedoch, dass sie sich in Brigittas Pension aufhält, und fährt los. Auf dem Parkplatz angekommen, entdeckt er Stevens Wagen. Da dieser unverschlossen ist, entscheidet er sich prompt, Steven die gesamte Vorführkollektion zu stehlen. Er wird dabei jedoch von Brigitta bemerkt, und als die Alarmanlage von Stevens Wagen losgeht, läuft auch Steven auf den Balkon und sieht nach, entdeckt Wolfgang und rennt sofort auf die Straße. Karsten, der nicht versteht, was los ist, geht ebenfalls auf den Balkon – und steht plötzlich neben seiner Mutter, die mindestens genauso überrascht ist wie er. Während des Tohuwabohus landet Wolfgangs Auto schließlich in einem kleinen Teich, und Stevens Kollektion wird dabei komplett nass. Ihm liegt nun mehr daran, die Sachen zu retten, als sich um Karsten zu kümmern, weshalb dieser sich mit seinem Vater nach Hause begibt.
Am nächsten Morgen steht Steven vor der Haustür der Zenkers. Am Frühstückstisch trifft er auf Wolfgang – beide haben sich verständlicherweise nicht viel zu sagen. Karsten bringt Steven jedoch dazu, seinem Vater das Auto zu überlassen. Auf der Fahrt beichtet Karsten seinem Vater schließlich, dass er schwul ist. Wolfgang ist zunächst etwas erschrocken und beichtet wiederum, dass er das Ausbildungskonto geplündert hat. Als die beiden schließlich wieder zu Hause sind und das Bad zu Ende fliesen, unterhalten sie sich, und Wolfgang findet sich damit ab, einen schwulen Sohn zu haben. Kurz darauf trifft auch die Mutter wieder ein, die etwas perplex wegen des neuen Bades ist, und Wolfgang und sie versöhnen sich wieder.
Als Steven die nass gewordenen Sachen, die er in die Reinigung gebracht hatte, wieder abholt, stellt er fest, dass schon einmaliges Waschen die komplette Kollektion ruiniert hat. Er nimmt das jedoch nicht so tragisch, sondern meint, man könne ja einfach die Etiketten austauschen und statt 30 Grad eben Handwäsche empfehlen. Bis die Sachen zu den Kunden kämen, sei dafür noch genug Zeit. Da er seine Arbeit nun beendet hat, verabschiedet er sich von Karsten und fährt wieder zurück nach Hamburg.

## Hintergrund
Die Produktionskosten betrugen geschätzte 800.000 Euro. Gedreht wurde in Ludwigsburg und Welzheim vom 12. Juli bis 15. August 2006.
Die Autos tragen das fiktive Kennzeichen JWD, was im allgemeinen Sprachgebrauch für janz weit draußen steht und einen nur schwer zu erreichenden, weit abgelegenen Ort kennzeichnet.

## Kritiken
- Lexikon des internationalen Films: „Beschwingte, gut beobachtete Familienkomödie mit nachdenklichen Untertönen, die unbeschwert unterhält und dabei von Menschenkenntnis zeugt. Die Anlehnung an gängige Fernsehformate und -ästhetiken trübt die Freude an dem sympathischen Film ein wenig.“[1]

- Brigitte: „Und jetzt kommt Ingo Rasper mit seinem Erstling ‚Reine Geschmackssache‘ über einen Handelsvertreter für Damenoberbekleidung (Edgar Selge, granatenmäßig gut wie immer) und seinen Sohn. Ganz lakonisch lässt Rasper die beiden, die sich ferner nicht sein könnten, einander näherkommen, als der Vater seinen Führerschein verliert und Sohn Karsten (großartige Neuentdeckung: Florian Bartholomäi) ihn und die neue Kollektion wutschnaubend zu den Kunden chauffieren muss. So unverbraucht wie das Milieu ist alles an diesem entzückenden Film, und der Humor ist – wie der Vertreter sagt – exquisit.“

- Kino.de: „Sommerliche Tragikomödie mit ‚Polizeiruf 110‘-Kommissar Edgar Selge in einem famos-witzigen ‚Falling Down‘, bei dem ein sanfter Biedermann zum tobenden Brandstifter wird. In munterem Tempo prasseln die Katastrophen auf seine eindringlich gespielte, tragische Figur ein.“[2]

- SR Online: „Zunächst sind es die herausragenden Darsteller, die zu dem Gelingen von ‚Reine Geschmacksache‘ beitragen, allen voran Edgar Selge, dessen Spiel treffsicher zwischen Überzeichnung und genauer Charakterzeichnung ausbalanciert ist. Doch natürlich machen erst Ingo Raspers Gespür für das richtige Timing, das von so immenser Wichtigkeit nachgerade im Komödienfach ist, und das kluge Drehbuch, das Rasper gemeinsam mit Tom Streuber geschrieben hat, ‚Reine Geschmacksache‘ zu einer äußerst gelungenen, urkomischen Komödie.“

## Auszeichnungen
- Filmfestival Max Ophüls Preis 2007:
  - Bester Nachwuchsdarsteller: Florian Bartholomäi
  - Drehbuchpreis: Ingo Rasper und Tom Streuber
  - Publikumspreis
- Undine Award 2007: Publikumspreis: Florian Bartholomäi
- Internationales Filmfest Emden-Norderney 2007: NDR Nachwuchspreis Ingo Rasper
- Bergen International Film Festival 2007: Audience Award
- Berlin & Beyond Film Festival 2008: Best First Feature Award Ingo Rasper
- 25. Schwule Filmwoche Freiburg 2009: Lieblingsfilm des Publikums Platz 2, Note 1,4